# Zrádce (Hvězdná brána: Hluboký vesmír)
Zrádce (v anglickém originále Subversion) je osmnáctá epizoda 1. řady americko-kanadského sci-fi seriálu Hvězdná brána: Hluboký vesmír.

## Děj
Dr. Rushovi se zdá zvláštní sen, ve kterém vidí číslo 314 a setká se se skupinou lidí blízko opuštěného skladiště. Jde za plukovníkem Youngem a sdělí mu, co se mu zdálo. Ve snu se viděl, jak je v těle plukovníka Telforda a předává nějaké informace o projektu Icaros cizím lidem, kteří měli dokonce Tel'tak. Young je přesvědčen, že v tom má prsty Luciánská aliance.
Young volá poručíka Matthewa Scotta, aby mu řekl o svých zkušenostech s plukovníkem Telfordem. Scott si myslí, že Telford by mohl být zrádce a vysvětluje Youngovi, že Telford strávil rok v utajení v Luciánské Allianci. Luciánská Alliance zaútočila na pozemskou základnu a zabila 37 lidí. Telford, i když o tom věděl, tak to neoznámil. Telford pak tvrdil, že to bylo nezbytné, aby nebyl prozrazen.
Young mluví s Dr. Rushem v kontrolní místnosti. Vědí, že Telford se má za několik dní propojit přes komunikační kameny s Dr. Morrisonem a Rush nabízí Youngovi, že se s Telfordem vymění on a pokusí se kontaktovat Luciánskou Alianci. Young souhlasí, ale upozorní Rushe, že nebude mít žádnou ochranu. Později potká Young Camile Wrayovou, která chce vědět, proč místo Dr. Morrisona přebírá Dr. Rush. Young odmítá odpovědět, ale ujišťuje ji, že je to důležité.
Jakmile se Rush propojí, začne vystupovat jako Dr. Morisson. Mezitím si Telford všimne, že je v těle Dr. Rushe a ne v těle, které očekával. Young se tajně přenese do jednoho vojáka a jde si promluvit s generálem O'Neillem. Rozhodnou se Rushe sledovat a pověří tím Dr. Daniela Jacksona. Rush zatím nalézá v Telfordově domě klíč od bezpečnostní schránky s číslem 314. Jde do banky a ve schránce najde mobilní telefon. V historii volání najde jediné číslo a zavolá na něj. Předstírá volanému, že má pro něj důležité informace a domluví si schůzku. Na schůzku ho vyzvedne černá dodávka.
Mezitím se na Destiny Young pokouší z Telforda získat nějaké informace.
Rush je převezen na místo schůzky. Daniel se ukrývá na jedné ze střech. O'Neill mu vysílačkou říká, že plukovník Samantha Carterová, velící lodi George Hammond, nemůže v oblasti použít transportní paprsek kvůli rušivému signálu. Přepadový tým je připraven vyrazit na Danielův příkaz. Na místo přijíždí další SUV a vystoupí Kiva, velitelka Luciánské Aliance. Kiva odhalí, že Rush není Telford, protože Rush neznal správné heslo a požaduje, aby jí řekl, kým je. Rush popírá její obvinění, ale když se Kiva ptá Rushe na její jméno a on nemůže odpovědět, tak Rushe omráčí. Kiva deaktivuje maskování Tel'taku a Rushe unese. Daniel volá přepadový tým, ale je příliš pozdě.
V Tel'taku, který letí hyperprostorem, zatím Kiva mučí Rushe, aby jí prozradil, kým je. Nakonec Rush mučení podlehne a prozradí se. Kiva mu na oplátku odhalí jejich cíl. Našli podobnou planetu, na které byla zkopírována zařízení základny Icaros a chtějí použít bránu, aby se dostali na Destiny. Mají však problémy s napájením a Rush jim má pomoci problém vyřešit. Na planetě se Rush seznámí s Olanem, vedoucím vědcem Aliance. Rush říká, že jeho práce je k ničemu a musí začít od začátku. Kiva Olana zabije pro jeho neschopnost.
Na Destiny přichází generál O'Neill. Když O'Neill zpovídá Telforda, ten se přizná, že pracuje pro Luciánskou alianci, ale nechce prozradit nic víc. O'Neill odchází a Young vydává rozkaz Brodymu vypustit vzduch z místnosti, kde je Telford držen. Eli Wallace a Wrayová proti tomu protestují, ale marně. Telford má pět minut na to, aby promluvil, než se udusí.